# Victor Vasarely
Victor Vasarely (9. dubna 1906, Pécs – 15. března 1997, Paříž), vlastním jménem Vásárhelyi Győző, byl maďarsko–francouzský malíř, grafik a sochař, který je obecně považován za jednoho z představitelů op-artu a kinetického umění.
V roce 1955 definoval ve svém Žlutém manifestu myšlenku sériového šíření uměleckého díla. Svojí tvorbou ovlivnil také reklamu, propagaci, dekorativní umění, módu a architekturu.

## Život a dílo

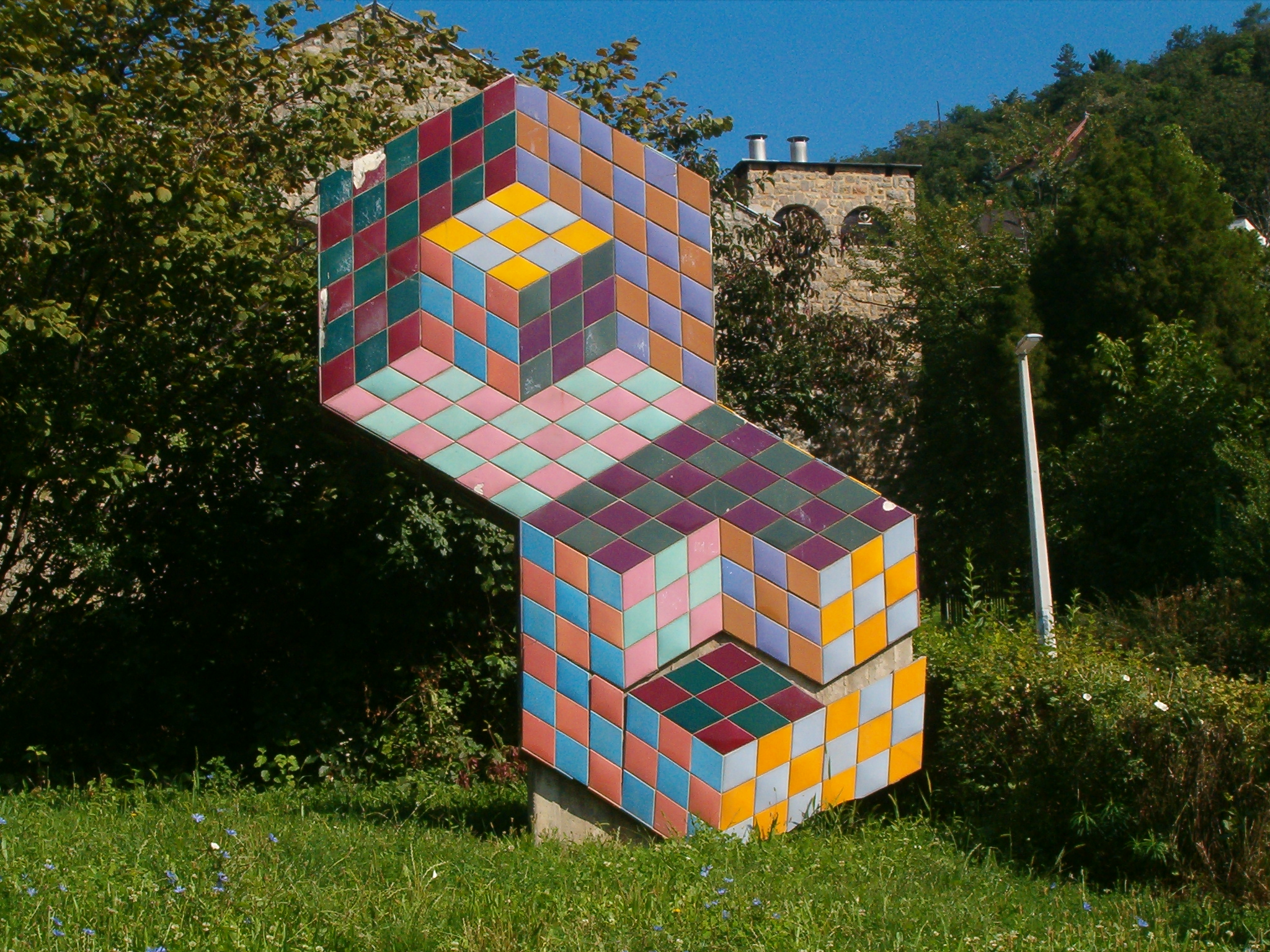
Vasarelyho Optická iluze v Pécsi

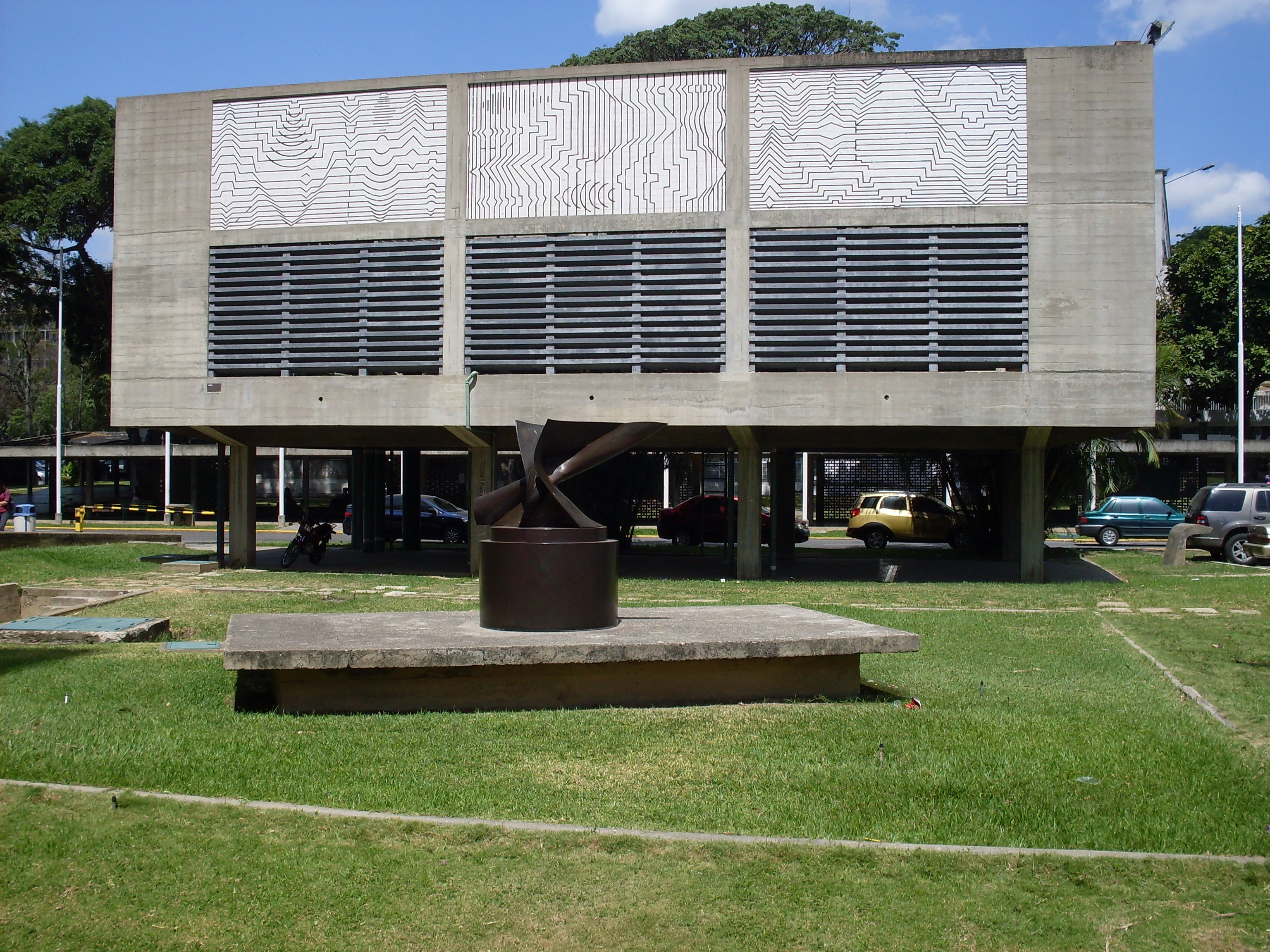
Stěna navržená Vasarelym v kampusu univerzity v Caracasu

Vasarely se narodil v Pécsi a vyrůstal v Piešťanech, tehdy Pöstyén, a v Budapešti, kde začal v roce 1925 studovat na tamější univerzitě medicínu. V roce 1927 však Budapešťskou univerzitu opustil, aby se mohl věnovat studiu tradiční kresby na soukromé Akademii Podolini-Volkmann. Roku 1928 vstoupil na grafickou školu Sándora Bortnyika, jíž se říkalo „Budapešťský Bauhaus“ a která existovala až do roku 1938. Její oficiální název zněl „Mühely“ (Dílna). Bortnyik samotný pobýval v roce 1922 v Bauhausu a stýkal se zde s jiným maďarským avantgardním umělcem, László Moholy-Nagym. Vzhledem k nedostatku financí však budapešťská škola nemohla nabídnout všechno, co nabízela německá. Proto se Bortnyik soustředili především na užitkové grafické umění a typografický design. V roce 1929 namaloval Modrou studii a Zelenou studii. V Budapešti navrhoval reklamní plakáty pro společnost vyrábějící kuličková ložiska.
V roce 1930 odjel Vasarely z Maďarska a usadil se v Paříži, kde pracoval jako grafický umělec a jako kreativní konzultant v reklamní agentuře Havas, Draeger a Devambez (1930–1935). V témže roce se oženil se svojí spolužačkou Claire Spinnerovou (1908–1990). Měli spolu dva syny, Andreho (* 1931) a Jean-Pierra (1934–2002). Ten se stal rovněž výtvarným umělcem. Používal jméno Yvaral a po vzoru svého otce tvořil v duchu kinetismu. Ve 30. letech byly Vasarelyho styky s ostatními umělci omezené. Přemýšlel o založení podobné instituce, jako byla grafická škola Sándora Bortnyika v Budapešti, a pro tento účel vytvořil několik učebních materiálů. V letech 1942–1944 se usadil v Saint-Céré v departementu Lot. Zde se opět začal věnovat malbě a studovat díla Paula Klee, Josefa Alberse, ruské sochařky Antoine Pevsner a švýcarské designérky Sophie Taeuber-Arp. V roce 1944 otevřela v Paříži galerii Denise René (1913–2012). Vasarely ji poznal už na počátku 40. let. René byla malířovou galeristkou až do roku 1975. Vasarely v její galerii vystavoval práce ze všech fází své tvorby.
Po roce 1945 se Vasarely intenzivně zapojil do uměleckého života. Účastnil se Salonu nadnezávislých, Májového salonu a Salonu nových skutečností. Získal řadu ocenění na prestižních mezinárodních přehlídkách, především za grafiku. V roce 1951 si otevřel ateliér na jižním pařížském předměstí Arcueil. Rok nato o něm vyšla první studie, kterou napsal Jean Dewasne. V roce 1961 se usadil v Annet-sur-Marne.
Během následujících třiceti let vyvrcholil jeho styl geometrického abstraktního umění, zaměřeného zejména na využívání optického klamu. Pracoval s různými materiály, ale používal jen minimální počet forem a barev:
- 1929–1944: Rané grafiky: Vasarely experimentoval s texturálními efekty, perspektivou a se světlem a stínem. Výsledkem tohoto raného grafického období byly práce jako Zebry (1937), Šachovnice (1935), a Girl-power (1934).
- 1944–1947 Les Fausses Routes – Falešné cesty: Během tohoto uměleckého období experimentoval Vasarely s kubistickými, futuristickými, expresionistickými, symbolistickými a surrealistickými kresbami, aniž si rozvinul jakýkoli jedinečný styl. Později prohlásil, že byl na falešné cestě. Svoje práce vystavoval v galerii Denise René (1944–1975) a v galerii René Breteau (1947). Jacques Prévert ho ve svém úvodu do katalogu zařadil mezi surrealisty. Do tohoto období jsou řazena díla Autoportrét (1941) a Slepý muž (1946). Aby je mohl Prévert popsat, vytvořil termín imaginoires (images + noir = obrazy + černá).
- 1947–1951: Rozvíjení geometrického abstraktního umění (optické umění): Vasarely nakonec našel svůj vlastní styl. Jednotlivé série prací pojmenovával podle míst, která ho inspirovala. Denfert se tak vztahuje k pracím, jež ovlivnily bíle obložené stěny pařížské stanice metra Denfert-Rochereau. Kameny elipsoidního tvaru a mušle, které našel během prázdnin v roce 1947 na Belle Île, ostrově u bretaňského pobřeží, jej inspirovaly k pracím, jež nazval Belles-Isles. Od roku 1948 Vasarely obvykle trávil letní měsíce ve městě Gordes v Provence na jihu Francie. Na základě tamějších domů s krychlovými tvary vytvořil skupinu děl, jež nazval Gordes/Krystal. Pracoval jednak na problému prázdných a vyplněných prostorů na rovné ploše, jednak na stereoskopickém pohledu.

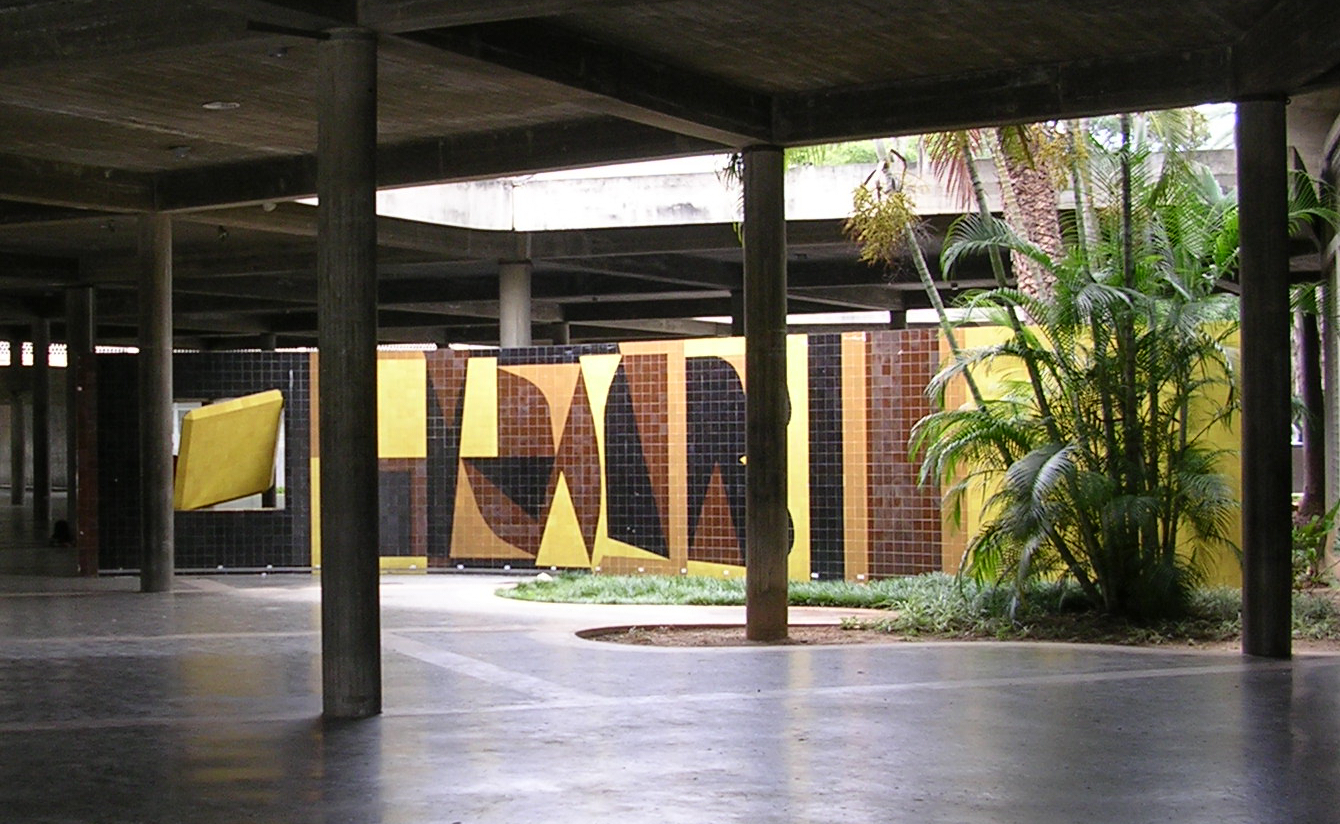
Pocta Malevičovi (1954), Ciudad Universitaria de Caracas

- 1951–1955: Kinetické obrazy, černobílé fotografie: Jeho předchozí práce Gordes mu byly východiskem pro kinematické obrazy. Navrstvené tabulky akrylátového skla tvořily dynamické, pohyblivé dojmy (imprese), jež závisí na úhlu pohledu. V roce 1954 navrhl společně s architektem Carlosem Raúlem Villanuevou keramický nástěnný obraz Pocta Malevičovi o rozloze 100 m2, jenž zdobí kampus Caracaské univerzity ve Venezuele. Je to hlavní práce jeho černobílého období. Kinetické umění vzkvétalo. Vasarely, Alexander Calder, Marcel Duchamp, Man Ray, Jesús Rafael Soto a Jean Tinguely představili v roce 1955 své práce v galerii Denise René na přelomové výstavě pod názvem Le Mouvement (Pohyb). V tomto roce vydal Vasarely svůj Žlutý manifest, v němž definoval myšlenku sériového rozmnožování a rozšiřování uměleckého díla, které se má stát přirozenou součástí moderního života. Vycházeje z myšlenek a prací pionýrů konstruktivismu a Bauhausu stanovil, že vizuální kinetika (plastique cinétique) se spoléhá na vnímání diváka, jenž je považován za výhradního tvůrce díla, který si hraje s optickými klamy.
- 1955–1965: Planetární folklor, permutace a sériové umění: 2. března 1959 si Vasarely nechal patentovat svoji uměleckou metodu unités plastiques. Šlo o obměny geometrických tvarů vystřižených z barevné plochy a různě přeskupovaných. Pracoval s přísně definovanou paletou barev a tvarů (tři odstíny červené, tři zelené, tři modré, dva fialové, dva žluté, černá, bílá a šedá, dále tři kruhy, dva čtverce, dva kosodélníky, dva dlouhé obdélníky, jeden trojúhelník, dva půlkruhy a šest elips), jež později rozšířil a očísloval. Z této „plastické abecedy“ pak vycházel při vytváření sériového umění (serial art), jež nabízelo možnost bezpočtu nejrůznějších kombinací barev a tvarů,[8] což měli na starosti jeho asistenti. V roce 1963 představil Vasarely svoje umění nazvané Folklore planetaire (Planetární folklor) veřejnosti.
- 1965– : Pocta šestiúhelníku, Vega: Tato série je tvořena nekonečnými transformacemi vroubkování a reliéfního přidávání barevných variací, čímž je vytvářen „věčně proměnlivý optický klam“. V roce 1965 se Vasarely zúčastnil v Muzeu moderního umění v New Yorku výstavy nazvané The Responsive Eye (Vnímavé oko), kterou uspořádal Viliam C. Seitz. Série obrazů nazvaných Vega si pohrává se sítí kulových vypouklin, jež vytvářejí optickou iluzi objemu. V rámci této výstavy byl Vasarely označen za otce op-artu.[8] V říjnu 1967 mu designér Will Burtin nabídl prezentaci na konferenci Burtinovy vize ´67 (Burtin's Vision ’67), která se konala na Newyorské univerzitě.

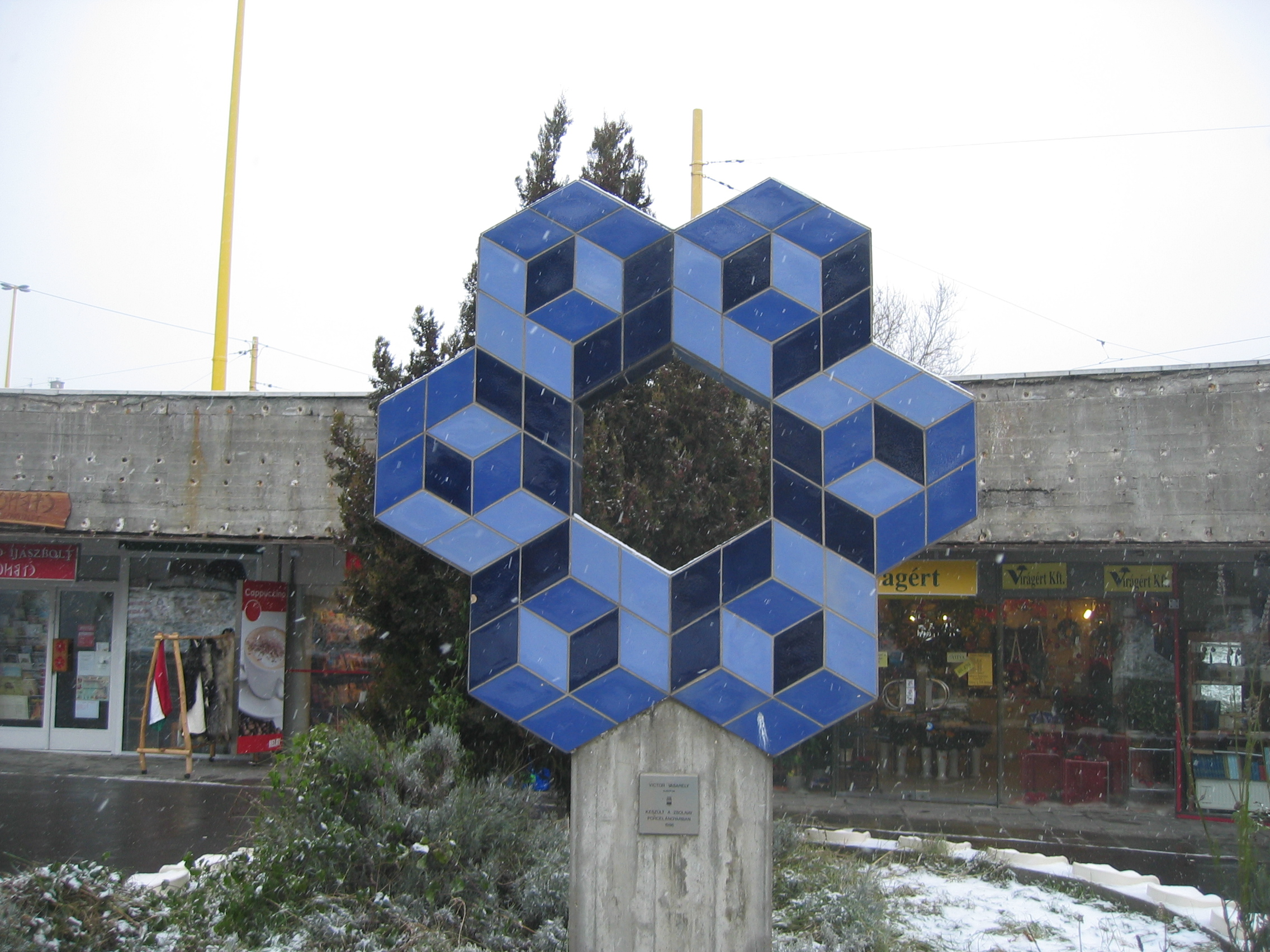
Vasarelyho plastika před nádražím v Budapešti

 5. června 1970 otevřel Vasarely svoje první muzeum v renesančním paláci v obci Gordes v Provence (uzavřeno roku 1996), v němž vystavoval více než 500 prací. Druhým podobným podnikem byla Vasarelyho nadace v Aix-en-Provence, jejíž budovu speciálně navrhl sám Vasarely. V roce 1976 muzeum slavnostně otevřel francouzský prezident Georges Pompidou. Téhož roku byl v Centre Georges Pompidou v Paříži nainstalován Vasarelyho velký kinematický objekt Georges Pompidou.
Začátkem 70. let se Vasarely vrátil k realizacím v architektuře. V roce 1971 byla stanice Montparnasse pařížského metra vyzdobena dvěma jeho freskami. V roce 1976 vzniklo i Vasarelyho muzeum v jeho rodném městě Pécsi v Maďarsku, jemuž Vasarely věnoval značné množství svých prací. V roce 1982 vytvořil 154 speciálních sítotisků, jež s sebou vzal kosmonaut Jean-Loup Chrétien do vesmíru při letu sovětsko-francouzské posádky v kosmické lodi Sojuz T-6 k orbitální stanici Saljut 7. Později byla tato díla prodána ve prospěch UNESCO. Roku 1987 došlo k otevření druhého maďarského Vasarelyho muzea s více než 400 pracemi v Zichyovském paláci v Budapešti.
Vasarely se příležitostně zabýval i scénografií. V roce 1984 navrhl výpravu k Wagnerově Tannhäuseru, kterého režíroval István Szabó.
Za svého života se Vasarely dočkal mnoha poct. Roku 1970 byl jmenovaný rytířem Řádu čestné legie. Při příležitosti přednáškového turné po USA byl v roce 1983 jmenovaný čestným občanem New Yorku. Roku 1990 obdržel francouzský Národní řád za zásluhy.
Victor Vasarely zemřel 15. března 1997 v Paříži ve věku 90 let.

## Muzea založená Vasarelym
- 1970–1996: Vasarelyho muzeum v Gordes v Provence (uzavřeno)
- 1976: Vasarelyho nadace v Aix-en-Provence
- 1976: Vasarelyho muzeum v Pécsi, Maďarsko
- 1987: Vasarelyho muzeum v paláci Zichy v Budapešti